# Oncotophasma weitschati
Oncotophasma weitschati är en insektsart som beskrevs av Oliver Zompro 2007. Oncotophasma weitschati ingår i släktet Oncotophasma och familjen Diapheromeridae. Inga underarter finns listade i Catalogue of Life.